# Axel an der Himmelstür (Operette)

1937 aufgenommene Schellackeinspielung des Liedes Kinostar! mit Zarah Leander.

Axel an der Himmelstür ist ein Singspiel von Ralph Benatzky. Es wurde 1936 uraufgeführt und machte die damals unbekannte Zarah Leander in der Rolle der Gloria Mills über Nacht zum Star. Als Axel Swift stand Max Hansen auf der Bühne, der seine Kollegin empfohlen hatte.
Eigentlich war für die weibliche Hauptrolle Liane Haid vorgesehen, doch sie verwarf das Projekt im letzten Moment. Danach soll sogar Greta Garbo im Gespräch gewesen sein, doch das Rennen machte Zarah Leander. Viele Musikstücke mussten tiefer transponiert werden, da Leanders Alt-Stimme nicht die Höhe von Haid hatte.

## Handlung
Reporter Axel will mit einer Reportage über den von ihm verehrten Kinostar Gloria Mills ins Geschäft kommen, erhält aber von seiner Verlobten Jessie, die in der Filmbranche arbeitet, keine Unterstützung für ein Exklusivinterview. Alex nutzt daher die Launen der Diva, indem er bei einer Reue-Einladung der Schauspielerin den von ihr grundlos gefeuerten Statisten ersetzt. Obwohl Axel des Schmuckdiebstahls bei Gloria beschuldigt wird, kommt er seiner Angebeteten näher – es ist für ihn wie die Himmelstür.

## Darsteller der Uraufführung
| - Gloria Mills, Hollywoodstar – Zarah Leander - Axel Swift, Reporter – Max Hansen - Jessie Leyland – Lisl Kinast - Cecil Mc Scott, Chiefproducer – Paul Morgan - Stuart Williams, Regisseur – Herbert Berghof - Miss Brown, Sekretärin – Maria Holst - Theodor Herlinger, Friseur – Erich Dörner - Produktionsleiter – Peter Gerhard - Operateur – Karl Bruck - Tonmeister – Josef Pac - Ausstattungschef – Manfred Inger - Komponist – Franz Westen | - Autor der „Scott-Film-Corporation“ – Harold Maresch - Lady Constance Barrington – Annie Reiter - Polizeirichter Irving Blythe – Armin Springer - Rechtsanwalt Bob Peppermint – Arthur Mainzer - Polizeiaufseher Tommy Rogers – Erwin Parker - Kriminalinspektor Morton – Josef Hübner - Clark, Chauffeur bei Gloria – Hans Frank - Dinah, Dienerin bei Gloria – Heidemarie Hatheyer - Der Direktor des Hotels – Felix Knüpfer - Der Portier des Hotels – Hermann Pfalzner - Erster Kriminalbeamter – Fritz Bader - Zweiter Kriminalbeamter – Ed. Finberg |

## Einspielung
Wien, 17. Dezember 1958 – Kleines Wiener Rundfunkorchester unter Heinz Sandauer mit Zarah Leander als Gloria Mills.

## Verfilmungen
Das Singspiel wurde bisher zweimal verfilmt. 1944 inszenierte Arthur Maria Rabenalt mit Johannes Heesters und Marte Harell einen Kinofilm, 1966 führte Hans Heinrich Regie bei einer Fernsehverfilmung mit Ruth Maria Kubitschek und Vico Torriani in den Hauptrollen.

## Neuinszenierung (Auswahl)
Eine Neuinszenierung schuf 2016 der Regisseur Peter Lund an der Volksoper Wien.